# دافنبورت (أستراليا)
دافنبورت هي مدينة، تتبع تسمانيا، بلغ عدد سكانها 13,759  نسمة في 2016، تبلغ مساحتها 116 كيلومتر مربع.

## المناخ
يظهر الجدول التالي التغييرات المناخية على مدار السنة لدافنبورت:
| البيانات المناخية لـدافنبورت                                | البيانات المناخية لـدافنبورت | البيانات المناخية لـدافنبورت | البيانات المناخية لـدافنبورت | البيانات المناخية لـدافنبورت | البيانات المناخية لـدافنبورت | البيانات المناخية لـدافنبورت | البيانات المناخية لـدافنبورت | البيانات المناخية لـدافنبورت | البيانات المناخية لـدافنبورت | البيانات المناخية لـدافنبورت | البيانات المناخية لـدافنبورت | البيانات المناخية لـدافنبورت | البيانات المناخية لـدافنبورت |
| الشهر                                                       | يناير                        | فبراير                       | مارس                         | أبريل                        | مايو                         | يونيو                        | يوليو                        | أغسطس                        | سبتمبر                       | أكتوبر                       | نوفمبر                       | ديسمبر                       | المعدل السنوي                |
| ----------------------------------------------------------- | ---------------------------- | ---------------------------- | ---------------------------- | ---------------------------- | ---------------------------- | ---------------------------- | ---------------------------- | ---------------------------- | ---------------------------- | ---------------------------- | ---------------------------- | ---------------------------- | ---------------------------- |
| الدرجة القصوى °م (°ف)                                       | 33.2 (91.8)                  | 30.6 (87.1)                  | 29.0 (84.2)                  | 24.9 (76.8)                  | 20.7 (69.3)                  | 18.8 (65.8)                  | 16.7 (62.1)                  | 18.1 (64.6)                  | 20.0 (68.0)                  | 24.8 (76.6)                  | 26.3 (79.3)                  | 30.9 (87.6)                  | 33.2 (91.8)                  |
| متوسط درجة الحرارة الكبرى °م (°ف)                           | 21.2 (70.2)                  | 21.6 (70.9)                  | 20.3 (68.5)                  | 17.6 (63.7)                  | 15.3 (59.5)                  | 13.3 (55.9)                  | 12.7 (54.9)                  | 13.1 (55.6)                  | 14.1 (57.4)                  | 15.8 (60.4)                  | 17.7 (63.9)                  | 19.5 (67.1)                  | 16.9 (62.4)                  |
| المتوسط اليومي °م (°ف)                                      | 16.7 (62.1)                  | 17.1 (62.8)                  | 15.6 (60.1)                  | 13.1 (55.6)                  | 11.1 (52.0)                  | 9.2 (48.6)                   | 8.7 (47.7)                   | 9.1 (48.4)                   | 10.1 (50.2)                  | 11.6 (52.9)                  | 13.4 (56.1)                  | 15.0 (59.0)                  | 12.6 (54.7)                  |
| متوسط درجة الحرارة الصغرى °م (°ف)                           | 12.2 (54.0)                  | 12.6 (54.7)                  | 10.8 (51.4)                  | 8.6 (47.5)                   | 6.8 (44.2)                   | 5.1 (41.2)                   | 4.6 (40.3)                   | 5.0 (41.0)                   | 6.0 (42.8)                   | 7.3 (45.1)                   | 9.0 (48.2)                   | 10.5 (50.9)                  | 8.2 (46.8)                   |
| أدنى درجة حرارة °م (°ف)                                     | 4.0 (39.2)                   | 4.3 (39.7)                   | 1.3 (34.3)                   | 0.5 (32.9)                   | −1.8 (28.8)                  | −1.9 (28.6)                  | −2.2 (28.0)                  | −1.6 (29.1)                  | −2.0 (28.4)                  | −0.3 (31.5)                  | 0.6 (33.1)                   | 1.6 (34.9)                   | −2.2 (28.0)                  |
| معدل هطول الأمطار مم (إنش)                                  | 41.4 (1.63)                  | 29.2 (1.15)                  | 38.1 (1.50)                  | 62.2 (2.45)                  | 67.5 (2.66)                  | 78.9 (3.11)                  | 88.1 (3.47)                  | 84.3 (3.32)                  | 74.4 (2.93)                  | 61.6 (2.43)                  | 55.4 (2.18)                  | 53.4 (2.10)                  | 734.5 (28.92)                |
| متوسط الأيام الممطرة (≥ 0.2 mm)                             | 7.5                          | 6.0                          | 7.3                          | 9.4                          | 11.3                         | 12.4                         | 15.0                         | 14.6                         | 14.2                         | 11.8                         | 9.9                          | 8.2                          | 127.6                        |
| Average afternoon رطوبة نسبية (%)                           | 61                           | 61                           | 59                           | 62                           | 66                           | 68                           | 69                           | 68                           | 66                           | 63                           | 65                           | 61                           | 64                           |
| ساعات سطوع الشمس الشهرية                                    | 263.5                        | 240.1                        | 210.8                        | 171.0                        | 142.6                        | 132.0                        | 136.4                        | 151.9                        | 186.0                        | 232.5                        | 246.0                        | 257.3                        | 2٬370٫1                      |
| المصدر #1: Bureau of Meteorology                            |                              |                              |                              |                              |                              |                              |                              |                              |                              |                              |                              |                              |                              |
| المصدر #2: Bureau of Meteorology (1981–1996 sunshine hours) |                              |                              |                              |                              |                              |                              |                              |                              |                              |                              |                              |                              |                              |

## أعلام
- آرثر فنتون
- ستيف مارتن
- تيم باور
- أوين كيلي
- كيفن براون
- آدم بروكس
- جوزيف ليونس
- هربرت هايز